# دریاچه غاز وحشی
دریاچه غاز وحشی (به انگلیسی: The Wild Goose Lake) فیلمی چینی در ژانر نئو-نوآر و جنایی به نویسندگی و کارگردانی دیائو یینان است. این فیلم برای رقابت در بخش اصلی جشنواره فیلم کن ۲۰۱۹ و نخل طلا انتخاب شد.

## داستان
خلافکار جُئو زِنونگ تصادفی در ایست بازرسی به یک پلیس شلیک می‌کند و مجبور می‌شود فرار کند...